# Nati il 17 febbraio
| Questa pagina contiene informazioni ricavate automaticamente dalle voci biografiche con l'ausilio del template Bio e di un bot. L'aggiornamento è periodico e automatico e ricostruisce completamente la pagina. Se manca una persona in questa lista, sei pregato di non aggiungerla, ma accertati piuttosto che la sua voce biografica contenga il template Bio e che i dati anagrafici siano correttamente compilati. Se il template Bio manca, inseriscilo tu stesso o, in alternativa, metti l'avviso {{tmp\|Bio}} che ne segnala la mancanza. Se i dati riportati sono sbagliati, correggi direttamente la voce biografica; le modifiche saranno visibili in questa lista entro pochi giorni. Per chiarimenti vedi il progetto biografie. La lista contiene solo le 1.234 persone che sono citate nell'enciclopedia e per le quali è stato implementato correttamente il template Bio. Pagina aggiornata al 17 ago 2025. |

## VII secolo(1)
- 624 - Imperatrice Wu, imperatrice cinese († 705)

## XII secolo(2)
- 1180 - Costanza d'Ungheria, nobile ungherese († 1240)
- 1192 - Al-Mustansir, califfo arabo († 1242)

## XV secolo(3)
- 1443 - Rudolf Agricola, umanista olandese († 1485)
- 1451 - Raffaele Maffei, umanista, letterato e storico italiano († 1522)
- 1490 - Carlo III di Borbone-Montpensier, condottiero francese († 1527)

## XVI secolo(9)
- 1508 - Bernardo Salviati, cardinale e condottiero italiano († 1568)
- 1517 - Antonio Agustín, giurista, teologo e storico spagnolo († 1586)
- 1524 - Carlo di Lorena, cardinale e arcivescovo cattolico francese († 1574)
- 1530 - Luigi III di Löwenstein-Wertheim, conte († 1611)
- 1565 - Giovanni Giacomo Staserio, gesuita, matematico e astronomo italiano († 1635)
- 1577 - Augusto di Sassonia-Lauenburg, nobile († 1656)
- 1581 - Fausto Poli, cardinale e arcivescovo cattolico italiano († 1653)
- 1583 - Carlo Maranta, vescovo cattolico italiano († 1664)
- 1591 - Jusepe de Ribera, pittore spagnolo († 1652)

## XVII secolo(9)
- 1605 - Luca da Reggio, pittore italiano († 1654)
- 1653 - Arcangelo Corelli, compositore e violinista italiano († 1713)
- 1655 - Giovanni Battista Ghirardini, pittore italiano († 1723)
- 1685 - Louis de l'Isle de la Croyère, astronomo e esploratore francese († 1741)
- 1690 - Marcello Papiniano Cusani, arcivescovo cattolico italiano († 1766)
- 1697 - Charles-Antoine de la Roche-Aymon, cardinale e arcivescovo cattolico francese († 1777)
- 1698 - Benoît Audran detto il Giovane, incisore francese († 1772)
- 1699 - Lodovico Costa della Trinità, politico e militare italiano († 1772)
- 1699 - Georg Wenzeslaus von Knobelsdorff, architetto tedesco († 1753)

## XVIII secolo(49)
- 1704 - Giovanni Augusto di Sassonia-Gotha-Altenburg, militare tedesco († 1767)
- 1717 - Adam Friedrich Oeser, pittore e scultore austriaco († 1799)
- 1720 - Carlo Giuseppe di Auersperg, nobile austriaco († 1800)
- 1721 - Pierantonio Serassi, filologo, letterato e presbitero italiano († 1791)
- 1723 - Tobias Mayer, astronomo, cartografo e matematico tedesco († 1762)
- 1723 - Lev Aleksandrovič Puškin, ufficiale russo († 1790)
- 1727 - José Campos Julián, arcivescovo cattolico spagnolo († 1804)
- 1728 - Jean Aufresne, attore teatrale e regista svizzero († 1804)
- 1730 - Gian Giuseppe Barzellini, matematico e astronomo italiano († 1809)
- 1731 - Ignacio de Arteaga, navigatore e esploratore spagnolo († 1783)
- 1732 - François de Robespierre, avvocato e insegnante francese († 1777)
- 1740 - John Sullivan, generale e politico statunitense († 1795)
- 1740 - Horace-Bénédict de Saussure, alpinista e scienziato svizzero († 1799)
- 1742 - Dositej Obradović, scrittore, filosofo e linguista serbo († 1811)
- 1742 - Charles de La Font de Savine, vescovo cattolico francese († 1814)
- 1743 - François Cacault, diplomatico, politico e collezionista d'arte francese († 1805)
- 1743 - Saverio Landolina, archeologo italiano († 1814)
- 1748 - Luigi Cremani, giurista e magistrato italiano († 1838)
- 1752 - Friedrich Maximilian Klinger, scrittore e drammaturgo tedesco († 1831)
- 1754 - Nicolas Baudin, esploratore, cartografo e naturalista francese († 1803)
- 1755 - Charles Manners-Sutton, arcivescovo anglicano britannico († 1828)
- 1756 - Johann Christian Gottlieb Ackermann, educatore, chimico e medico tedesco († 1801)
- 1757 - Antonio Calegari, compositore italiano († 1828)
- 1759 - Vincenzo Chiarugi, medico italiano († 1820)
- 1765 - James Ivory, matematico e astronomo scozzese († 1842)
- 1767 - Antonio Busca, militare italiano († 1834)
- 1767 - Friedrich Gottlieb Süskind, teologo tedesco († 1829)
- 1769 - Johannes Baptista von Albertini, religioso e botanico tedesco († 1831)
- 1769 - Joseph Varin, gesuita francese († 1850)
- 1772 - Angelo Pezzana, storico, bibliotecario e filologo italiano († 1862)
- 1774 - Mihail Lewicki, cardinale ucraino († 1858)
- 1774 - Raphaelle Peale, pittore statunitense († 1825)
- 1776 - Francesco Giuseppe Bini, fantino italiano
- 1778 - Vincenzo Pucitta, compositore italiano († 1861)
- 1779 - Carlo Giusto de Torresani Lanzfeld, militare austriaco († 1852)
- 1781 - Gustavo d'Assia-Homburg, nobile tedesco († 1848)
- 1781 - René Laennec, medico francese († 1826)
- 1781 - Giuseppe Righini di San Giorgio, generale e nobile italiano († 1871)
- 1783 - Sergej Sergeevič Golicyn, ufficiale russo († 1833)
- 1786 - Anna Mignani, pittrice italiana († 1846)
- 1792 - Karl von Baer, biologo, geografo e geologo tedesco († 1876)
- 1793 - Adriano d'Onier, militare italiano
- 1794 - Karel Presl, botanico ceco († 1852)
- 1795 - Gian Battista Rini, chirurgo italiano († 1856)
- 1796 - Frederick William Beechey, ammiraglio, cartografo e esploratore inglese († 1856)
- 1796 - Philipp Franz von Siebold, medico e botanico tedesco († 1866)
- 1797 - Heinrich Steinweg, pianista e imprenditore tedesco († 1871)
- 1798 - Friedrich Eduard Beneke, psicologo e filosofo tedesco († 1854)
- 1800 - Ludovico Lipparini, pittore italiano († 1856)

## XIX secolo(172)
- 1801 - Antonio Provolo, presbitero e educatore italiano († 1842)
- 1803 - Joseph Franz Karl von Lobkowicz, nobile, generale e politico austriaco († 1875)
- 1803 - Edgar Quinet, storico, scrittore e politico francese († 1875)
- 1804 - Louis de Carné, politico, giornalista e storico francese († 1876)
- 1805 - Giuseppe Cadolini, ingegnere e traduttore italiano († 1858)
- 1808 - Paul de Ladmirault, generale francese († 1898)
- 1810 - Alfred Guillard, pittore e museologo francese († 1880)
- 1812 - Agostino Ruffini, politico e patriota italiano († 1855)
- 1813 - Giovanni Battista Belletti, baritono italiano († 1890)
- 1813 - Charles-Prosper Dieu, generale francese († 1860)
- 1814 - Giacomo Astengo, politico italiano († 1884)
- 1815 - Giuseppe Finzi, patriota e politico italiano († 1886)
- 1817 - Guglielmo III dei Paesi Bassi, sovrano olandese († 1890)
- 1817 - Édouard Thilges, politico lussemburghese († 1904)
- 1817 - Angiolo Tricca, illustratore e pittore italiano († 1884)
- 1819 - Philipp Jaffé, storico, filologo e diplomatista tedesco († 1870)
- 1820 - Elzéar-Alexandre Taschereau, cardinale e arcivescovo cattolico canadese († 1898)
- 1820 - Henri Vieuxtemps, violinista e compositore belga († 1881)
- 1821 - Enrichetta Caracciolo, patriota e scrittrice italiana († 1901)
- 1821 - Lola Montez, danzatrice, attrice teatrale e avventuriera irlandese († 1861)
- 1821 - Andrea Ponti, imprenditore, dirigente d'azienda e mecenate italiano († 1888)
- 1825 - Albrecht Weber, indologo e storico tedesco († 1901)
- 1827 - Maria Francesca Rossetti, critica letteraria e educatrice britannica († 1876)
- 1827 - Manuel Villacampa del Castillo, generale spagnolo († 1889)
- 1830 - Diodato Lioy, giurista e giornalista italiano († 1912)
- 1832 - William Keay, calciatore, dirigente sportivo e arbitro di calcio scozzese († 1931)
- 1833 - Angelo Martinengo di Villagana, politico e avvocato italiano († 1894)
- 1836 - Gustavo Adolfo Bécquer, poeta, scrittore e giornalista spagnolo († 1870)
- 1837 - Pierre Auguste Cot, pittore francese († 1883)
- 1841 - Alfred Borriglione, politico e avvocato francese († 1902)
- 1842 - Antonio Salmoria, fantino italiano
- 1844 - Giorgio Sonnino, politico italiano († 1921)
- 1845 - Antonia di Braganza, principessa portoghese († 1913)
- 1845 - Ernesto Padova, matematico e fisico italiano († 1896)
- 1845 - Pilotell, disegnatore francese († 1918)
- 1847 - Mathilde Mallinger, soprano austriaco († 1920)
- 1847 - Paul Georg von Möllendorff, linguista e diplomatico tedesco († 1901)
- 1848 - Giuseppe Ippolito Franchi-Verney della Valetta, musicologo e critico musicale italiano († 1911)
- 1850 - Georg Gaffky, medico tedesco († 1918)
- 1851 - Robert Bonnet, anatomista tedesco († 1921)
- 1851 - Jules Röthlisberger, ingegnere svizzero († 1911)
- 1851 - Alberto Viriglio, scrittore, poeta e giornalista italiano († 1913)
- 1853 - Jaroslav Vrchlický, poeta, critico letterario e editore ceco († 1912)
- 1854 - Friedrich Alfred Krupp, imprenditore tedesco († 1902)
- 1855 - Beauchamp Duff, generale britannico († 1918)
- 1855 - Otto Liman von Sanders, generale tedesco († 1929)
- 1855 - Antonio Magini Coletti, baritono italiano († 1912)
- 1855 - Hubert Vos, pittore olandese († 1935)
- 1856 - J. H. Rosny aîné, scrittore, saggista e filosofo belga († 1940)
- 1857 - Johannes Abromeit, botanico tedesco († 1946)
- 1857 - Louis de Maud'huy, generale francese († 1921)
- 1857 - S. S. McClure, editore, curatore editoriale e giornalista irlandese († 1949)
- 1858 - Vincenzo Ferroni, compositore italiano († 1934)
- 1858 - Rocco Lentini, pittore e scenografo italiano († 1943)
- 1859 - Howard Blackburn, marinaio canadese († 1932)
- 1859 - Nikolaj Fëdorovič Gamaleja, medico e scienziato russo († 1949)
- 1860 - Kate Bruce, attrice statunitense († 1946)
- 1860 - Grigorij Efimovič Grum-Gržimajlo, entomologo e geografo russo († 1936)
- 1860 - Frederick John Jackson, diplomatico, esploratore e ornitologo britannico († 1929)
- 1860 - Teodoro Mayer, giornalista, politico e banchiere italiano († 1942)
- 1860 - Tom Seeberg, tiratore a segno norvegese († 1938)
- 1860 - Jean de Francqueville, pittore francese († 1939)
- 1861 - Wilhelm Benignus, scrittore tedesco († 1930)
- 1861 - Elena di Waldeck e Pyrmont, nobile tedesca († 1922)
- 1862 - Gustave Glotz, storico francese († 1935)
- 1862 - Mori Ōgai, scrittore giapponese († 1922)
- 1862 - Eugen Schmidt, tiratore di fune, tiratore a segno e velocista danese († 1931)
- 1863 - George Bickel, attore statunitense († 1941)
- 1863 - Milovan Milovanović, politico e diplomatico serbo († 1912)
- 1863 - Fëdor Sologub, scrittore, poeta e drammaturgo russo († 1927)
- 1864 - Jozef Murgaš, presbitero, pittore e inventore slovacco († 1929)
- 1864 - Banjo Paterson, poeta e giornalista australiano († 1941)
- 1864 - Francesco Todaro, agronomo e politico italiano († 1950)
- 1865 - Silvije Strahimir Kranjčević, poeta e scrittore croato († 1908)
- 1865 - Giuseppe Simili, avvocato e giornalista italiano († 1920)
- 1865 - Ernst Troeltsch, filosofo, storico e teologo tedesco († 1923)
- 1867 - Donato Antonio Tommasi, generale e avvocato italiano († 1949)
- 1868 - Félix Díaz, generale e politico messicano († 1945)
- 1868 - Pavel Huyn, patriarca cattolico e arcivescovo cattolico ceco († 1946)
- 1868 - Lillian Lawrence, attrice teatrale statunitense († 1926)
- 1868 - Ugo Mancini, politico italiano († 1951)
- 1869 - Gago Coutinho, geografo, aviatore e ufficiale portoghese († 1959)
- 1869 - Angelo Scandaliato, militare italiano († 1917)
- 1869 - Melville Stewart, attore e regista teatrale inglese († 1915)
- 1870 - Georgij Apollonovič Gapon, presbitero e politico russo († 1906)
- 1871 - Jovan Dučić, scrittore serbo († 1943)
- 1872 - Giuseppe Gaudenzi, politico italiano († 1936)
- 1873 - Alberto La Pegna, politico e avvocato italiano
- 1874 - Alexander Khatisian, politico e giornalista armeno († 1945)
- 1874 - Teresa Labriola, avvocata e attivista italiana († 1941)
- 1874 - Thomas J. Watson, dirigente d'azienda statunitense († 1956)
- 1875 - Adolph Weber, ginnasta e multiplista tedesco
- 1875 - Luisa di Danimarca, principessa danese († 1906)
- 1876 - Jean Margraff, schermidore francese († 1959)
- 1876 - Luis Martins de Souza Dantas, diplomatico brasiliano († 1954)
- 1877 - Adelaide Ametis, pittrice italiana († 1949)
- 1877 - Isabelle Eberhardt, esploratrice e scrittrice svizzera († 1904)
- 1877 - André Maginot, militare e politico francese († 1932)
- 1878 - Paul Häberlin, filosofo svizzero († 1960)
- 1878 - Léon Werth, scrittore e critico d'arte francese († 1955)
- 1879 - Dorothy Canfield Fisher, scrittrice e romanziere statunitense († 1958)
- 1879 - Raffaello De Rensis, musicologo e critico musicale italiano († 1970)
- 1880 - Tellos Agras, militare e patriota greco († 1907)
- 1880 - Giovanni Díaz Nosti, presbitero spagnolo († 1936)
- 1880 - Theodore Gross, ginnasta e multiplista statunitense († 1951)
- 1880 - Ernest Linton, calciatore canadese († 1957)
- 1881 - Mary Breckinridge, infermiera statunitense († 1965)
- 1881 - Francesco Coradini, musicista, musicologo e presbitero italiano († 1972)
- 1881 - Gustavino, illustratore italiano († 1950)
- 1882 - William Philo, pugile britannico († 1916)
- 1882 - Kâzım Özalp, politico e generale turco († 1968)
- 1883 - George Edwin Cooke, calciatore statunitense († 1969)
- 1884 - Reinier Beeuwkes, calciatore olandese († 1963)
- 1884 - Massimo Lenchantin de Gubernatis, latinista e metricista italiano († 1950)
- 1884 - Emilio Mantelli, pittore e incisore italiano († 1918)
- 1884 - Salomon Zeldenrust, schermidore olandese († 1958)
- 1885 - Romano Guardini, presbitero, teologo e scrittore italiano († 1968)
- 1885 - Murray Marble, compositore di scacchi statunitense († 1919)
- 1885 - Umberto Merlin, politico italiano († 1964)
- 1885 - Félix Gandéra, attore, commediografo e regista francese († 1957)
- 1886 - Lambertus Benenga, nuotatore olandese († 1963)
- 1886 - Amerigo Crispo, avvocato e politico italiano († 1950)
- 1886 - Henri Vascout, calciatore francese († 1936)
- 1887 - Joseph Bech, politico lussemburghese († 1975)
- 1887 - Nils Granfelt, ginnasta svedese († 1959)
- 1887 - Leevi Madetoja, compositore finlandese († 1947)
- 1888 - Vincenzo Bellezza, direttore d'orchestra italiano († 1964)
- 1888 - Hans Blüher, giornalista e scrittore tedesco († 1955)
- 1888 - Ronald Knox, presbitero, teologo e scrittore britannico († 1957)
- 1888 - Otto Stern, fisico tedesco († 1969)
- 1890 - Gustave Buchard, schermidore francese († 1981)
- 1890 - Filippo Filippelli, giornalista e avvocato italiano
- 1890 - Ronald Fisher, statistico, matematico e biologo britannico († 1962)
- 1890 - Sol Lesser, produttore cinematografico statunitense († 1980)
- 1890 - María Michelsen de López, first lady colombiana († 1949)
- 1890 - Attilio Spaccarelli, architetto italiano († 1976)
- 1891 - Willi Fick, calciatore tedesco († 1913)
- 1891 - Adolf Abraham Halevi Fraenkel, matematico tedesco († 1965)
- 1891 - Džafer Kulenović, politico jugoslavo († 1956)
- 1891 - J. Harold Murray, baritono e attore statunitense († 1940)
- 1891 - Hachirō Tagami, generale e criminale di guerra giapponese († 1948)
- 1892 - Pietro Ferraro, calciatore italiano († 1933)
- 1892 - Maria Jacobini, attrice italiana († 1944)
- 1892 - Poul Preben Jørgensen, ginnasta danese († 1973)
- 1892 - Theodor Plievier, scrittore tedesco († 1955)
- 1892 - Josyp Slipyj, cardinale e arcivescovo cattolico ucraino († 1984)
- 1893 - Ezio Cortesia, ciclista su strada italiano († 1966)
- 1893 - Gustav Höhne, generale tedesco († 1951)
- 1893 - Alfredo Montori, pittore, scenografo e architetto italiano († 1974)
- 1894 - Nuccio Fiorda, compositore e direttore d'orchestra italiano († 1975)
- 1895 - Chigusa Kitani, pittrice e insegnante giapponese († 1947)
- 1896 - Eugenio Artom, politico e avvocato italiano († 1975)
- 1896 - Alfredo Guida, editore italiano († 1967)
- 1896 - Isidoro La Bruna, calciatore italiano
- 1896 - Felice Prosdocimi, calciatore italiano
- 1896 - Ángel Romo, allenatore di calcio spagnolo († 1971)
- 1897 - Pedro Beltrán Espantoso, imprenditore, politico e diplomatico peruviano († 1979)
- 1897 - William Henry Chamberlin, storico e giornalista statunitense († 1969)
- 1897 - Gertrud Pålson-Wettergren, mezzosoprano svedese († 1991)
- 1897 - Dmytro Zajciw, entomologo ucraino († 1976)
- 1898 - Eero Berg, mezzofondista finlandese († 1969)
- 1898 - Alex Hyde, direttore d'orchestra e violinista statunitense († 1956)
- 1899 - Priscilla Bonner, attrice statunitense († 1996)
- 1899 - Edoardo Colombo, calciatore italiano († 1920)
- 1899 - Zaccaria Negroni, politico italiano († 1980)
- 1899 - Giulio Panicali, attore, doppiatore e direttore del doppiaggio italiano († 1987)
- 1899 - Ljudmila Semёnova, attrice sovietica († 1990)
- 1900 - Nikolaj Pavlovič Anosov, direttore d'orchestra e pedagogista russo († 1962)
- 1900 - Lawrence G. Blochman, scrittore e sceneggiatore statunitense († 1975)
- 1900 - Ruth Clifford, attrice e doppiatrice statunitense († 1998)
- 1900 - Richard Gedlich, calciatore tedesco († 1971)
- 1900 - Janko Rodin, calciatore jugoslavo († 1974)

## XX secolo(946)
- 1901 - Carlo Capra, pianista e compositore italiano († 1965)
- 1901 - Helmut Kahl, pentatleta tedesco († 1974)
- 1901 - Motojirō Kajii, scrittore giapponese († 1932)
- 1901 - Fulvio Zamponi, politico e sindacalista italiano († 1991)
- 1902 - Lojze Bratuž, compositore sloveno († 1937)
- 1902 - Luigi Migliavacca, pittore e decoratore italiano († 1983)
- 1902 - Charles Oser, politico svizzero († 1994)
- 1902 - Aleksej Grigor'evič Rodin, generale sovietico († 1955)
- 1903 - Sadegh Hedayat, scrittore, critico letterario e traduttore iraniano († 1951)
- 1903 - Kyösti Luukko, lottatore finlandese († 1970)
- 1903 - Nikifor Tarasovič Vasjanka, poeta, traduttore e giornalista sovietico († 1976)
- 1904 - Milton R. Krasner, direttore della fotografia statunitense († 1988)
- 1904 - Erna Sondheim, schermitrice tedesca († 2008)
- 1905 - Pietro Ceccato, imprenditore italiano († 1956)
- 1905 - Osvald Käpp, lottatore estone († 1995)
- 1905 - Rózsa Péter, matematica ungherese († 1977)
- 1906 - Mary Brian, attrice statunitense († 2002)
- 1906 - Galo Plaza, politico ecuadoriano († 1987)
- 1906 - Osvaldo Valenti, attore e militare italiano († 1945)
- 1906 - Ginevra Zanetti, storica italiana († 1991)
- 1907 - Giovanni Faccenda, calciatore italiano († 2000)
- 1907 - Gerhard Hirschfelder, presbitero tedesco († 1942)
- 1907 - Marjorie Lawrence, soprano australiano († 1979)
- 1908 - Bo Yibo, economista e politico cinese († 2007)
- 1908 - Enrico De Seta, disegnatore, illustratore e pittore italiano († 2008)
- 1908 - Jacobus van Egmond, pistard olandese († 1969)
- 1908 - Ferenc Fleck, compositore di scacchi ungherese († 1994)
- 1908 - Théodore Nouwens, calciatore belga († 1974)
- 1908 - Yves Renouard, storico francese († 1965)
- 1909 - Gertrude Abercrombie, pittrice statunitense († 1977)
- 1909 - Arturo Michelini, politico e giornalista italiano († 1969)
- 1909 - Jef Scherens, pistard belga († 1986)
- 1909 - Frank Spain, hockeista su ghiaccio statunitense († 1977)
- 1910 - Dallas Bixler, ginnasta statunitense († 1990)
- 1910 - Cecilia Eusepi, italiana († 1928)
- 1910 - Gerd Hornberger, velocista tedesco († 1988)
- 1910 - Arthur Hunnicutt, attore statunitense († 1979)
- 1910 - Karl Hölblinger, militare tedesco
- 1910 - Marc Lawrence, attore e regista statunitense († 2005)
- 1910 - James Millican, attore statunitense († 1955)
- 1910 - Ken Moore, hockeista su ghiaccio canadese († 1981)
- 1910 - Achille Rigamonti, sindacalista e politico italiano († 1986)
- 1911 - Robert Nünlist, ufficiale svizzero († 1991)
- 1911 - Pippo Schembri, pallanuotista maltese († 1981)
- 1911 - Margaret St. Clair, scrittrice statunitense († 1995)
- 1912 - Otto Bökle, calciatore tedesco († 1988)
- 1912 - Anna Maria Dossena, attrice italiana († 1990)
- 1912 - Andre Norton, scrittrice statunitense († 2005)
- 1912 - Antonino Pinci, arcivescovo cattolico italiano († 1987)
- 1912 - Tommy Wood, pilota motociclistico britannico († 2003)
- 1913 - Roberto Battaglia, storico e partigiano italiano († 1963)
- 1913 - Louis Bouyer, presbitero e teologo francese († 2004)
- 1913 - Wallace H. Coulter, ingegnere e inventore statunitense († 1998)
- 1913 - David Duncan, scrittore e sceneggiatore statunitense († 1999)
- 1913 - Gustav Lehner, calciatore croato († 1987)
- 1913 - René Leibowitz, compositore, musicologo e direttore d'orchestra francese († 1972)
- 1913 - Everett Swank, cestista statunitense († 2000)
- 1914 - Piero Colobini, militare italiano († 1941)
- 1914 - Larry Douglas, attore statunitense († 1996)
- 1914 - Arthur Kennedy, attore statunitense († 1990)
- 1914 - Wayne Morris, attore statunitense († 1959)
- 1914 - René Vietto, ciclista su strada francese († 1988)
- 1915 - Mariangelo da Cerqueto, religioso e scrittore italiano († 2002)
- 1915 - Franco Vegliani, scrittore e giornalista italiano († 1982)
- 1916 - Artur Amon, cestista estone († 1944)
- 1916 - Vivian McGrath, tennista australiano († 1978)
- 1916 - Aleksandr Sergeevič Obolenskij, aviatore e rugbista a 15 britannico († 1940)
- 1916 - Helmut Schubert, calciatore tedesco († 1989)
- 1916 - Raf Vallone, attore, calciatore e giornalista italiano († 2002)
- 1916 - Karl Wald, arbitro di calcio tedesco († 2011)
- 1917 - Abdel Rahman Badawi, filosofo e poeta egiziano († 2002)
- 1917 - Liri Gega, partigiana e politica albanese († 1956)
- 1917 - Albert Lester Lehninger, biochimico statunitense († 1986)
- 1917 - Whang-od Oggay, artista filippina
- 1917 - Ioana Radu, cantante rumena († 1990)
- 1917 - Joseph Aloysius Sullivan, funzionario statunitense († 2002)
- 1918 - Charles Hayes, sindacalista e politico statunitense († 1997)
- 1918 - Alfred Horn, matematico statunitense († 2001)
- 1918 - Leila Mourad, cantante e attrice egiziana († 1995)
- 1918 - Vladimir Vasil'evič Ščerbickij, politico sovietico († 1990)
- 1919 - Kathleen Freeman, attrice statunitense († 2001)
- 1919 - Joe Hunt, tennista statunitense († 1945)
- 1920 - Ivo Caprino, regista norvegese († 2001)
- 1920 - Eugenio Carmi, pittore italiano († 2016)
- 1920 - Antonio Covolo, ciclista su strada, ciclocrossista e dirigente sportivo italiano († 2001)
- 1920 - Gilberto Ferri, imprenditore italiano († 2011)
- 1920 - Paul Fetler, compositore statunitense († 2018)
- 1920 - Annie Glenn, attivista statunitense († 2020)
- 1920 - Curt Swan, fumettista e illustratore statunitense († 1996)
- 1920 - Glauco Viazzi, critico cinematografico e critico letterario italiano († 1980)
- 1921 - Enzo Aparo, matematico e informatico italiano († 2003)
- 1921 - Duane Gish, biochimico statunitense († 2013)
- 1921 - Matteo Matteotti, giornalista, politico e partigiano italiano († 2000)
- 1921 - Martina von Trapp, cantante austriaca († 1951)
- 1922 - Giuliano Borin, calciatore italiano
- 1922 - Angelo Cesselon, pittore italiano († 1992)
- 1922 - Tommy Edwards, cantante statunitense († 1969)
- 1922 - Gabriella Crespi, designer e scultrice italiana († 2017)
- 1922 - Ray Kuka, cestista e allenatore di pallacanestro statunitense († 1990)
- 1922 - Mario Lodi, insegnante, pedagogista e scrittore italiano († 2014)
- 1922 - Giuliana Donati Petténi, saggista e scrittrice italiana († 2008)
- 1923 - Giuseppe Ajmone, pittore italiano († 2005)
- 1923 - John Marco Allegro, saggista e docente britannico († 1988)
- 1923 - Norm Baker, cestista e giocatore di lacrosse canadese († 1989)
- 1923 - Ninu Calleja, calciatore maltese († 2007)
- 1923 - Giovanni Consiglio, tenore italiano († 2012)
- 1923 - Buddy DeFranco, clarinettista, compositore e direttore d'orchestra statunitense († 2014)
- 1923 - Dorothy Ferguson, giocatrice di baseball canadese († 2002)
- 1923 - Jun Fukuda, regista giapponese († 2000)
- 1923 - Abdel Rahman Hafez, cestista egiziano († 1984)
- 1923 - Hwang Jang-yop, politico nordcoreano († 2010)
- 1924 - Smriti Biswas, attrice indiana († 2024)
- 1924 - Andrew Bruce, XI conte di Elgin e XV conte di Kincardine, nobile e militare scozzese
- 1924 - Raimon Carrasco, imprenditore spagnolo († 2022)
- 1924 - Giulio Donnini, attore italiano († 2001)
- 1924 - Bruno Kessler, politico italiano († 1991)
- 1924 - Kihachi Okamoto, regista giapponese († 2005)
- 1924 - Ferdinando Terruzzi, pistard italiano († 2014)
- 1924 - Margaret Truman, soprano, scrittrice e socialite statunitense († 2008)
- 1924 - Mario Uggeri, fumettista, pittore e illustratore italiano († 2004)
- 1924 - Gevork Andreevič Vartanjan, agente segreto sovietico († 2012)
- 1924 - Mel Welles, regista, sceneggiatore e attore statunitense († 2005)
- 1924 - Aksel Christopher Wiin-Nielsen, meteorologo danese († 2010)
- 1925 - Ron Goodwin, compositore e direttore d'orchestra britannico († 2003)
- 1925 - Hal Holbrook, attore statunitense († 2021)
- 1925 - Juan Paladino, ex schermidore uruguaiano
- 1925 - Erich Retter, calciatore tedesco († 2014)
- 1925 - Ken Wiesner, altista statunitense († 2019)
- 1926 - Albert Brenner, scenografo statunitense († 2022)
- 1926 - Lee Hoiby, compositore e pianista statunitense († 2011)
- 1926 - Egisto Pandolfini, calciatore e allenatore di calcio italiano († 2019)
- 1926 - Jeremy Slate, attore statunitense († 2006)
- 1927 - Juan Almeida Bosque, politico, compositore e rivoluzionario cubano († 2009)
- 1927 - Leda Antinori, partigiana e antifascista italiana († 1945)
- 1927 - Giorgio Bini, politico italiano († 2015)
- 1927 - Sergio Sega, calciatore italiano († 1988)
- 1928 - Maruzza Astolfi, politica e partigiana italiana († 2010)
- 1928 - Nicolás Daponte, calciatore argentino († 1997)
- 1928 - Conor Fahy, filologo e italianista britannico († 2009)
- 1928 - Douglas Melville, pallanuotista sudafricano
- 1928 - Hubert Patrick O'Connor, vescovo cattolico canadese († 2007)
- 1928 - Peter Quinn, vescovo cattolico australiano († 2008)
- 1928 - Renato Scala, paroliere e scrittore italiano († 2006)
- 1928 - Enrico Scaravelli, poeta e drammaturgo italiano († 2018)
- 1928 - Seán Mac Stíofáin, militare irlandese († 2001)
- 1928 - Michiaki Takahashi, virologo giapponese († 2013)
- 1928 - Beverly Willis, architetta, pittrice e artista statunitense († 2023)
- 1928 - Wolfhart Zimmermann, fisico tedesco († 2016)
- 1929 - Nicola Buracchio, politico italiano († 1982)
- 1929 - Emanuele Dalla Fontana, calciatore italiano († 2015)
- 1929 - Alejandro Jodorowsky, drammaturgo, regista e attore cileno
- 1929 - Omar Monza, cestista argentino († 2017)
- 1929 - Chaim Potok, scrittore e rabbino statunitense († 2002)
- 1929 - Miguel Ángel Repetto, fumettista argentino († 2019)
- 1929 - Nicholas Ridley, politico britannico († 1993)
- 1929 - Patricia Routledge, attrice e cantante britannica
- 1929 - Galina Smirnova, artista e pittrice russa († 2015)
- 1929 - Giorgio Vestri, politico italiano († 2002)
- 1930 - Sergio Campanato, matematico italiano († 2005)
- 1930 - Ettore Carminati, arbitro di calcio italiano († 2007)
- 1930 - Gene Dyker, cestista statunitense († 1966)
- 1930 - Giovanni Ferraro, calciatore e allenatore di calcio italiano († 2013)
- 1930 - Mordechai Hefez, cestista israeliano († 2010)
- 1930 - Basava Premanand, divulgatore scientifico indiano († 2009)
- 1930 - Ruth Rendell, scrittrice britannica († 2015)
- 1931 - Alfio Balbiano, calciatore italiano († 2012)
- 1931 - Vittorina Gementi, insegnante e pedagogista italiana († 1989)
- 1931 - Mario Medas, attore italiano († 2013)
- 1931 - Yves Pouliquen, medico e saggista francese († 2020)
- 1932 - Bob Santini, ex cestista statunitense
- 1932 - Bruno Torri, critico cinematografico e storico italiano
- 1933 - Johnny Hannigan, calciatore scozzese († 2020)
- 1933 - León Lasa, calciatore e allenatore di calcio spagnolo († 2003)
- 1933 - Craig Thomas, politico statunitense († 2007)
- 1934 - Alan Bates, attore britannico († 2003)
- 1934 - Anner Bijlsma, violoncellista olandese († 2019)
- 1934 - John Dominic Crossan, biblista e storico irlandese
- 1934 - Romano Farinelli, ex calciatore italiano
- 1934 - Barry Humphries, attore, sceneggiatore e doppiatore australiano († 2023)
- 1934 - Giovanni Mialich, calciatore e allenatore di calcio italiano († 2022)
- 1934 - Bengt Nilsson, altista svedese († 2018)
- 1934 - Daniel Tardy, imprenditore e dirigente d'azienda francese
- 1935 - Vittorio Battarra, doppiatore e attore italiano († 2025)
- 1935 - Silvano Larini, faccendiere italiano
- 1935 - Giampiero Mangiarotti, calciatore italiano († 1990)
- 1935 - Christina Pickles, attrice britannica
- 1935 - Claude Valdois, ciclista su strada francese († 2016)
- 1935 - Hrvoje Šarinić, politico croato († 2017)
- 1936 - Stacey Arceneaux, cestista statunitense († 2015)
- 1936 - Reginald Bartholomew, diplomatico statunitense († 2012)
- 1936 - Jim Brown, giocatore di football americano, attore e filantropo statunitense († 2023)
- 1936 - Joe Haverty, calciatore irlandese († 2009)
- 1936 - John Leyton, attore e cantante inglese
- 1937 - Shun'ya Itō, regista e sceneggiatore giapponese
- 1937 - Willi Koslowski, calciatore tedesco († 2024)
- 1937 - Carla Macelloni, attrice italiana († 2015)
- 1937 - Hans Mathisen, ex calciatore norvegese
- 1937 - Yvonne Sassinot de Nesle, costumista francese
- 1937 - Rita Süssmuth, politica tedesca
- 1937 - Benjamin Whitrow, attore britannico († 2017)
- 1938 - Péter Bakonyi, ex schermidore ungherese
- 1938 - Jorge Humberto Raggi, allenatore di calcio e ex calciatore portoghese
- 1938 - Saul Malatrasi, ex calciatore e allenatore di calcio italiano
- 1938 - Dario Penne, attore, doppiatore e direttore del doppiaggio italiano († 2023)
- 1939 - Giampiero Bassi, calciatore italiano († 2007)
- 1939 - Raoul Lovecchio, cantante e attore italiano
- 1939 - Mary Ann Mobley, modella e attrice statunitense († 2014)
- 1939 - Luigi Tonani, calciatore italiano († 2015)
- 1940 - Vicente Fernández, cantante, attore e produttore cinematografico messicano († 2021)
- 1940 - Willi Holdorf, multiplista tedesco († 2020)
- 1940 - Andrzej Kotkowski, regista e sceneggiatore polacco († 2016)
- 1940 - Paolo Nativi, cabarettista, mimo e comico italiano († 1976)
- 1940 - Lino Pertile, storico della letteratura italiano
- 1940 - Gene Pitney, cantante, compositore e musicista statunitense († 2006)
- 1940 - Ingolf di Rosenborg, conte danese
- 1940 - Franco Santo, politico italiano († 2013)
- 1940 - Loveleen Tandan, regista indiana
- 1941 - Heidi Biebl, sciatrice alpina tedesca († 2022)
- 1941 - Gisèle Charzat, politica francese
- 1941 - Vito Corbelli, ex ciclista su strada sammarinese
- 1941 - Herbie Lewis, contrabbassista statunitense († 2007)
- 1941 - Julia McKenzie, attrice, cantante e regista teatrale britannica
- 1941 - Dick Westmoreland, giocatore di football americano statunitense
- 1942 - Iolu Abil, politico vanuatuano
- 1942 - Alexandre Baptista, calciatore portoghese († 2024)
- 1942 - Enrico Ferri, politico e magistrato italiano († 2020)
- 1942 - Dieter Laser, attore tedesco († 2020)
- 1942 - Huey Newton, attivista statunitense († 1989)
- 1942 - Paul Polansky, poeta, attivista e scrittore statunitense († 2021)
- 1942 - Augusto Ponzio, filosofo italiano
- 1942 - Marino Rossetti, calciatore italiano († 2018)
- 1942 - Seiji Sakaguchi, ex wrestler e ex judoka giapponese
- 1943 - Renato Caocci, ex calciatore italiano
- 1943 - Romano Cazzaniga, allenatore di calcio e ex calciatore italiano
- 1943 - Gero Erhardt, regista e direttore della fotografia tedesco († 2021)
- 1943 - Germana Francioli, attrice italiana
- 1943 - Franco Javarone, attore e pittore italiano
- 1943 - Claire Malis, attrice statunitense († 2012)
- 1943 - Gérard Rinaldi, cantante, attore e doppiatore francese († 2012)
- 1944 - Francesco Gnerre, saggista, critico letterario e sociologo italiano († 2025)
- 1944 - Idriz Hošić, ex calciatore jugoslavo
- 1944 - Karl Jenkins, compositore e musicista gallese
- 1944 - Milena Jindrová, cestista cecoslovacca († 2024)
- 1944 - Neil Young, calciatore inglese († 2011)
- 1945 - Zina Bethune, attrice statunitense († 2012)
- 1945 - Daniel Cantillon, ex schermidore statunitense
- 1945 - Brenda Fricker, attrice irlandese
- 1945 - Ulla Pia, cantante danese († 2020)
- 1945 - Bernard Rapp, regista francese († 2006)
- 1945 - Anatolij Šul'ženko, calciatore sovietico († 1997)
- 1946 - Alice Dona, cantautrice francese
- 1946 - André Dussollier, attore francese
- 1946 - John Kirkbride, cantante, chitarrista e compositore britannico
- 1946 - Jeanine Martin, cestista francese († 2023)
- 1946 - Shahrnush Parsipur, scrittrice iraniana
- 1946 - Kjell-Erik Ståhl, maratoneta e orientista svedese († 2025)
- 1946 - Valdomiro, ex calciatore brasiliano
- 1947 - Luigi Abete, imprenditore e dirigente d'azienda italiano
- 1947 - Giuseppe Ardizzone, ex mezzofondista italiano
- 1947 - Veríssimo Correia Seabra, generale e politico guineense († 2004)
- 1947 - Ben Cramer, cantante olandese
- 1947 - Ido Sgrazzutti, ex calciatore italiano
- 1947 - Jürgen Tschan, ciclista su strada, pistard e dirigente sportivo tedesco
- 1948 - Valentin Ceaușescu, fisico, dirigente sportivo e ex politico rumeno
- 1948 - Cris Groenendaal, attore teatrale e cantante statunitense
- 1948 - José José, cantante messicano († 2019)
- 1948 - Rick Majerus, allenatore di pallacanestro statunitense († 2012)
- 1949 - Gianni Belleno, batterista e cantante italiano
- 1949 - Fred Frith, polistrumentista e compositore inglese
- 1949 - Ioan Mircea Pașcu, politico rumeno
- 1949 - Jeffrey Simpson, giornalista canadese
- 1950 - Ernesto Bergamasco, pugile e allenatore di pugilato italiano († 2024)
- 1950 - Alberto Blanco, ex sollevatore cubano
- 1950 - Massimo De Luca, giornalista, conduttore radiofonico e conduttore televisivo italiano
- 1950 - Rickey Medlocke, polistrumentista e cantante statunitense
- 1950 - Hans-Otto Schumacher, canoista tedesco († 2024)
- 1950 - Rod Smallwood, manager britannico
- 1951 - Amado Batista, cantante, violinista e chitarrista brasiliano
- 1951 - Octavian Bellu, allenatore di ginnastica artistica rumeno
- 1951 - Roland Collombin, ex sciatore alpino svizzero
- 1951 - Hubert Corbin, scrittore francese
- 1951 - Annibale De Faveri, ciclista su strada italiano († 2013)
- 1951 - Alessio Gelsini Torresi, direttore della fotografia italiano
- 1951 - Barzan Ibrahim al-Tikriti, agente segreto iracheno († 2007)
- 1951 - Uri Katzenstein, scultore, musicista e produttore cinematografico israeliano († 2018)
- 1951 - Song Chunli, attrice cinese
- 1951 - Don Woods, ex giocatore di football americano statunitense
- 1952 - Georges Bensoussan, storico francese
- 1952 - Garry Chalk, attore e doppiatore britannico
- 1952 - Ricardo Fantasia, giocatore di biliardo argentino
- 1952 - Randy Forbes, politico e avvocato statunitense
- 1952 - Karin Janz, ex ginnasta e medico tedesca
- 1952 - Louis Frederick Kihneman, vescovo cattolico statunitense
- 1952 - José Ignacio Oñaederra, ex calciatore spagnolo
- 1952 - Eric Probert, calciatore inglese († 2004)
- 1952 - Sombath Somphone, attivista, educatore e ambientalista laotiano
- 1953 - Becky Ann Baker, attrice statunitense
- 1953 - Katia Bellillo, politica italiana
- 1953 - Benedetta Buccellato, attrice italiana
- 1953 - Kimiko Hashimoto, ex cestista giapponese
- 1953 - Pertti Karppinen, canottiere finlandese
- 1953 - Fausto Mesolella, chitarrista, compositore e arrangiatore italiano († 2017)
- 1953 - William D. Mounce, grecista e biblista statunitense
- 1953 - Chie Mukai, musicista e compositrice giapponese
- 1953 - Jorge Peredo, ex calciatore cileno
- 1953 - Franchino, disc jockey italiano († 2024)
- 1953 - Antonio Ricciardi, generale italiano
- 1953 - Marina Silvestri, giornalista e scrittrice italiana
- 1953 - Alain Claude Sulzer, scrittore svizzero
- 1954 - Irena Bartošová, ex cestista cecoslovacca
- 1954 - Miki Berkovich, ex cestista israeliano
- 1954 - Natal'ja Butuzova, ex arciera sovietica
- 1954 - Alejandro Canale, allenatore di rugby a 15, dirigente sportivo e ex rugbista a 15 argentino
- 1954 - Don Coscarelli, regista, sceneggiatore e produttore cinematografico italiano
- 1954 - Raúl Gómez González, arcivescovo cattolico messicano
- 1954 - Maria Astrid di Lussemburgo, principessa lussemburghese
- 1954 - Rene Russo, attrice statunitense
- 1954 - Yūji Takada, ex lottatore giapponese
- 1955 - Francesco Cavina, vescovo cattolico italiano
- 1955 - Erasmo D'Angelis, giornalista e politico italiano
- 1955 - Elói, procuratore sportivo e ex calciatore brasiliano
- 1955 - Alberto Ferrarini, chitarrista e polistrumentista italiano
- 1955 - Ellie Haddington, attrice britannica
- 1955 - Rachida Krim, artista e regista francese
- 1955 - Stanley Morgan, ex giocatore di football americano statunitense
- 1955 - Petăr Petrov, ex velocista bulgaro
- 1955 - Marcelo Trobbiani, allenatore di calcio e ex calciatore argentino
- 1955 - Corrado Tuzii, pilota motociclistico italiano
- 1955 - Marcello Veneziani, giornalista e scrittore italiano
- 1955 - Konrad Winkler, ex combinatista nordico tedesco
- 1955 - Masao Yoshida, ingegnere giapponese († 2013)
- 1956 - Noga Alon, matematico israeliano
- 1956 - Renata Attivissimo, attrice e cantante italiana
- 1956 - Peter Gunterberg, ex cestista svedese
- 1956 - Valentina Iliffe, ex sciatrice alpina britannica
- 1956 - Richard Karn, attore statunitense
- 1956 - Giovanni Lauda, architetto e designer italiano
- 1956 - Nicodemo Oliverio, politico italiano
- 1956 - Éric Pécout, ex calciatore francese
- 1956 - Rosario Robles, politica e economista messicana
- 1956 - Umi Kalthum Al-Islam Bolkiah, principessa bruneiana
- 1956 - Malcolm Wilson, ex pilota di rally e dirigente sportivo britannico
- 1956 - Norberto do Amaral, vescovo cattolico est-timorese
- 1957 - Maxwell Alexander, giornalista e scrittore statunitense
- 1957 - Federica Dassù, golfista italiana
- 1957 - Andrea Hübner, ex nuotatrice tedesca orientale
- 1957 - Miodrag Marić, ex cestista jugoslavo
- 1957 - Loreena McKennitt, cantautrice e polistrumentista canadese
- 1957 - Stefano Pontecorvo, diplomatico e dirigente d'azienda italiano
- 1957 - Alessandro Profumo, banchiere e dirigente d'azienda italiano
- 1957 - Laura Puppato, politica italiana
- 1957 - Edi Reichart, allenatore di sci alpino e ex sciatore alpino tedesco
- 1957 - Iglika Trifonova, regista e sceneggiatrice bulgara
- 1958 - Sergej Baltača, allenatore di calcio e ex calciatore sovietico
- 1958 - Andrea Fluttero, politico italiano
- 1958 - Steve Fox, calciatore inglese († 2012)
- 1958 - Peter Palúch, ex calciatore cecoslovacco
- 1958 - Vasil Ruci, allenatore di calcio e ex calciatore albanese
- 1958 - Wolfgang Schüler, calciatore tedesco († 2024)
- 1958 - Shimizu Tetsuro, pittore giapponese
- 1959 - Germano Bonazzi, fumettista italiano
- 1959 - Petre Brănișteanu, cestista rumeno († 2025)
- 1959 - Franch Casadei, ex judoka sammarinese
- 1959 - Mike Coughlan, progettista britannico
- 1959 - Aryeh Deri, politico israeliano
- 1959 - Rowdy Gaines, ex nuotatore statunitense
- 1959 - Benkali Kaba, ex cestista senegalese
- 1959 - Neil Lomax, ex giocatore di football americano statunitense
- 1959 - Petros Michos, allenatore di calcio e ex calciatore greco
- 1959 - Giovanna Sorbi, direttrice d'orchestra, pianista e compositrice italiana († 2018)
- 1960 - Rodolfo Bisatti, regista cinematografico e regista televisivo italiano
- 1960 - Hermann Joha, conduttore televisivo e produttore televisivo tedesco
- 1960 - Massimo Priviero, cantautore e compositore italiano
- 1961 - Ariane Ehrat, ex sciatrice alpina svizzera
- 1961 - Daniele Falleri, regista e sceneggiatore italiano
- 1961 - Jens Howe, ex schermidore tedesco
- 1961 - Thomas Kemenater, pilota automobilistico e ex sciatore alpino italiano
- 1961 - Andrej Korotaev, antropologo, economista e storico russo
- 1961 - Lee Hak-jong, ex calciatore sudcoreano
- 1961 - Lee Ju-ho, politico sudcoreano
- 1961 - Guy McIntyre, ex giocatore di football americano statunitense
- 1961 - Joëlle Milquet, politica belga
- 1961 - Zoran Radović, ex cestista jugoslavo
- 1961 - Panna Rittikrai, artista marziale, regista e attore thailandese († 2014)
- 1961 - Rudy Rogiers, ex ciclista su strada belga
- 1961 - Helena Sinervo, poetessa e scrittrice finlandese
- 1962 - Samuel Bayer, regista statunitense
- 1962 - Salah Bouchekriou, pallamanista e allenatore di pallamano algerino
- 1962 - Serge Brammertz, magistrato belga
- 1962 - Suzan DelBene, politica statunitense
- 1962 - Antonello Giacomelli, giornalista e politico italiano
- 1962 - Alison Hargreaves, alpinista britannica († 1995)
- 1962 - Alcide Legrand, ex lottatore francese
- 1962 - Henny Meijer, ex calciatore olandese
- 1962 - Christian Orlainsky, ex sciatore alpino austriaco
- 1962 - Lou Diamond Phillips, attore statunitense
- 1962 - Tang Yaodong, allenatore di calcio e ex calciatore cinese
- 1963 - Monica Äijä, ex sciatrice alpina svedese
- 1963 - Guido De Luigi, ex pallavolista italiano
- 1963 - Jinggoy Estrada, politico e attore filippino
- 1963 - Jeffrey Forée, ex giocatore di calcio a 5 olandese
- 1963 - Jen-Hsun Huang, imprenditore e ingegnere elettrico statunitense
- 1963 - Michael Jordan, imprenditore, ex cestista e ex giocatore di baseball statunitense
- 1963 - Viktor Nikolaevič Kibenok, vigile del fuoco e militare sovietico († 1986)
- 1963 - Bernard McNally, ex calciatore nordirlandese
- 1963 - Holger Pfandt, giornalista tedesco
- 1963 - Marianna Sciveres, regista, sceneggiatrice e scenografa italiana
- 1963 - Mai Shanley, modella statunitense
- 1963 - Gellert Tamas, scrittore e giornalista svedese
- 1963 - Larry the Cable Guy, attore e comico statunitense
- 1964 - Raúl Avilés, ex calciatore ecuadoriano
- 1964 - Fabrizio D'Aloia, ingegnere e imprenditore italiano
- 1964 - Fabio Marco Dalla Vecchia, paleontologo italiano
- 1964 - Jim Jordan, politico statunitense
- 1964 - Thierry Laurey, allenatore di calcio e ex calciatore francese
- 1964 - Enrico Lucci, giornalista e personaggio televisivo italiano
- 1964 - Mike Painter, organista, compositore e arrangiatore italiano
- 1964 - Donato Pirovano, filologo e critico letterario italiano
- 1965 - Mahmoud Fawzi Abdel-Latif, ex cestista egiziano
- 1965 - Toshiyuki Arakaki, pilota motociclistico giapponese
- 1965 - Michael Bay, regista, produttore cinematografico e produttore televisivo statunitense
- 1965 - Jonathan Breck, attore statunitense
- 1965 - Rosita Celentano, conduttrice televisiva, conduttrice radiofonica e attrice italiana
- 1965 - Alun Evans, ex calciatore neozelandese
- 1965 - Mitsuru Fukikoshi, attore giapponese
- 1965 - Leonardo Pieraccioni, attore, regista e sceneggiatore italiano
- 1965 - Nazim Süleymanov, allenatore di calcio e ex calciatore sovietico
- 1966 - Brian Andrews, cantante statunitense
- 1966 - Paolo Angelini, regista, sceneggiatore e produttore cinematografico italiano
- 1966 - Artan Bano, allenatore di calcio e ex calciatore albanese
- 1966 - Ronny Bayer, ex cestista e allenatore di pallacanestro belga
- 1966 - Jörg Bong, scrittore, editore e critico letterario tedesco
- 1966 - Anna Ferruzzo, attrice italiana
- 1966 - Giannīs Kalitzakīs, dirigente sportivo e ex calciatore greco
- 1966 - Gábor Kubatov, politico, imprenditore e dirigente sportivo ungherese
- 1966 - Albert Lanièce, politico italiano
- 1966 - Michael LePond, bassista statunitense
- 1966 - Franco Manzi, presbitero, biblista e teologo italiano
- 1966 - Zbigniew Pawela, giocatore di calcio a 5 polacco
- 1966 - Denez Prigent, cantautore francese
- 1966 - Quorthon, cantante e musicista svedese († 2004)
- 1966 - Robert Reid, copilota di rally britannico
- 1966 - Luc Robitaille, ex hockeista su ghiaccio e dirigente sportivo canadese
- 1966 - Michel Sauthier, allenatore di calcio e ex calciatore svizzero
- 1966 - Jákup Simonsen, ex calciatore faroese
- 1966 - Atle Skårdal, allenatore di sci alpino, ex sciatore alpino e dirigente sportivo norvegese
- 1966 - Berglind Stefánsdóttir, docente islandese
- 1966 - Alberto Toso Fei, scrittore, saggista e giornalista italiano
- 1967 - Manfred Baumann, pilota motociclistico austriaco
- 1967 - Dominique Canti, ex velocista sammarinese
- 1967 - Gary Fleming, ex calciatore nordirlandese
- 1967 - Joe Greene, ex lunghista statunitense
- 1967 - Mike Higgins, ex cestista statunitense
- 1967 - Nicole Mitchell, flautista, cantante e compositrice statunitense
- 1967 - Chanté Moore, cantante statunitense
- 1967 - Roman Pivarník, allenatore di calcio e ex calciatore slovacco
- 1967 - Arianna Secondini, giornalista italiana
- 1967 - Roberto Sighel, ex pattinatore di velocità su ghiaccio italiano
- 1968 - Johnny Branch, ex cestista statunitense
- 1968 - Chau Cheong Wa, ex calciatore e ex giocatore di calcio a 5 hongkonghese
- 1968 - Patrick Dupriez, politico belga
- 1968 - Jérôme Gnako, ex calciatore francese
- 1968 - Ellen Kiessling, ex mezzofondista tedesca
- 1968 - Marco Marsilio, politico italiano
- 1968 - Mainoumi Shūhei, lottatore di sumo giapponese
- 1968 - Pyo Pil-sang, ex cestista sudcoreano
- 1968 - Giuseppe Signori, ex calciatore italiano
- 1968 - Wuerkaixi, attivista cinese
- 1969 - Sergio Berti, ex calciatore argentino
- 1969 - Diego Brambilla, ex judoka italiano
- 1969 - Chimediin Saikhanbileg, politico mongolo
- 1969 - David Douillet, ex judoka e politico francese
- 1969 - Niklas Eriksson, ex hockeista su ghiaccio svedese
- 1969 - Levon Kirkland, ex giocatore di football americano statunitense
- 1969 - David Klingler, ex giocatore di football americano statunitense
- 1969 - Tuesday Knight, attrice e cantante statunitense
- 1969 - Răzvan Lucescu, allenatore di calcio e ex calciatore rumeno
- 1969 - Željko Mavrović, ex pugile e imprenditore croato
- 1969 - Ivan Meneghetti, ex hockeista su ghiaccio italiano
- 1969 - Stephen Mirrione, montatore statunitense
- 1969 - Jon Randall, cantautore e produttore discografico statunitense
- 1969 - Dorothee Schneider, cavallerizza tedesca
- 1969 - Tony Underwood, ex rugbista a 15 e aviatore britannico
- 1969 - Marzena Wysocka, ex discobola polacca
- 1970 - Philippe Bernat-Salles, ex rugbista a 15 francese
- 1970 - Mario Calabresi, giornalista e scrittore italiano
- 1970 - João Emanuel Carneiro, sceneggiatore, autore televisivo e regista brasiliano
- 1970 - Catherine De Bolle, ex militare e poliziotta belga
- 1970 - Thomas Frischknecht, ex mountain biker, ciclocrossista e ciclista su strada svizzero
- 1970 - Aleksej Gerasimenko, ex calciatore russo
- 1970 - Marcela Kalistová, ex cestista slovacca
- 1970 - Óscar Andrés López Arias, politico costaricano
- 1970 - Tommy Moe, ex sciatore alpino statunitense
- 1970 - Kenneth Nysæther, allenatore di calcio e ex calciatore norvegese
- 1970 - Dominic Purcell, attore e produttore cinematografico australiano
- 1970 - Hiroaki Samura, fumettista giapponese
- 1971 - Ludovic Auger, ex ciclista su strada francese
- 1971 - Martyn Bennett, musicista britannico († 2005)
- 1971 - Carlos Gamarra, ex calciatore paraguaiano
- 1971 - Ilija Ivić, dirigente sportivo e ex calciatore serbo
- 1971 - Clinton Larsen, allenatore di calcio e ex calciatore sudafricano
- 1971 - Arnaud Petit, arrampicatore e alpinista francese
- 1971 - Stéphane Pétilleau, ex ciclista su strada francese
- 1971 - Denise Richards, attrice e modella statunitense
- 1971 - Vasil Spasov, scacchista bulgaro
- 1972 - Brian Acton, informatico e imprenditore statunitense
- 1972 - Billie Joe Armstrong, cantautore e polistrumentista statunitense
- 1972 - Lloy Ball, pallavolista, allenatore di pallavolo e dirigente sportivo statunitense
- 1972 - Helge Brendryen, ex saltatore con gli sci norvegese
- 1972 - Philippe Candeloro, pattinatore artistico su ghiaccio francese
- 1972 - Jane Collins, politica britannica
- 1972 - Kinga Czigány, ex canoista ungherese
- 1972 - Massimiliano Fanesi, dirigente sportivo e ex calciatore italiano
- 1972 - William Floyd, ex giocatore di football americano statunitense
- 1972 - Taylor Hawkins, batterista statunitense († 2022)
- 1972 - Cezary Kucharski, ex calciatore polacco
- 1972 - Kęstutis Kėvalas, arcivescovo cattolico lituano
- 1972 - Luca Marelli, opinionista e ex arbitro di calcio italiano
- 1972 - Valeria Mazza, supermodella e conduttrice televisiva argentina
- 1972 - Elena Minaeva, ex cestista russa
- 1972 - Lars-Göran Petrov, cantante svedese († 2021)
- 1972 - Nani Roma, pilota motociclistico e pilota di rally spagnolo
- 1972 - Anton Vajno, diplomatico e politico russo
- 1972 - Vladimír Vůjtek, ex hockeista su ghiaccio ceco
- 1972 - Louisa Wall, politica, attivista e ex rugbista a 15 neozelandese
- 1972 - Yuki, cantante giapponese
- 1972 - Andrej Čemerkin, ex sollevatore russo
- 1973 - Drew Barry, ex cestista statunitense
- 1973 - Goran Bunjevčević, calciatore serbo († 2018)
- 1973 - Osvaldo Canobbio, ex calciatore uruguaiano
- 1973 - Shirley Clamp, cantante svedese
- 1973 - Antony Cordier, regista, sceneggiatore e montatore francese
- 1973 - Lucy Davis, attrice britannica
- 1973 - Liesbeth Homans, politica belga
- 1973 - Raphaël Ibañez, ex rugbista a 15, allenatore di rugby a 15 e politico francese
- 1973 - Kent Karlsen, ex calciatore norvegese
- 1973 - David McIntosh, ex calciatore venezuelano
- 1973 - Massimo Pauletto, architetto e scenografo italiano
- 1973 - Niina Päivänurmi, cantante finlandese
- 1973 - Hayley Tullett, ex mezzofondista britannica
- 1973 - Marek Švec, lottatore cecoslovacco
- 1974 - Al-Muhtadee Billah, principe bruneiano
- 1974 - Monica Barbaro, ex cestista italiana
- 1974 - Nenad Bjeković, ex calciatore jugoslavo
- 1974 - Frédéric Bolley, pilota motociclistico francese
- 1974 - Edvin Marton, compositore e violinista ungherese
- 1974 - Joy McNichol, ex cestista canadese
- 1974 - Maria Monsè, attrice, conduttrice televisiva e scrittrice italiana
- 1974 - Kaoru Niikura, chitarrista giapponese
- 1974 - Jerry O'Connell, attore statunitense
- 1974 - Óscar Rodríguez Bonache, ex cestista spagnolo
- 1974 - Branko Sinđelić, ex cestista serbo
- 1974 - Masanobu Takayanagi, direttore della fotografia giapponese
- 1974 - Kōsuke Yamashita, compositore giapponese
- 1975 - Barbara Baraldi, scrittrice e fumettista italiana
- 1975 - Ronald Brunmayr, allenatore di calcio e ex calciatore austriaco
- 1975 - Cláudia Maria das Neves, ex cestista brasiliana
- 1975 - Julian Golding, ex velocista britannico
- 1975 - Steve Hansell, ex cestista britannico
- 1975 - Harisu, cantante, modella e attrice sudcoreana
- 1975 - Michiko Kichise, attrice, modella e doppiatrice giapponese
- 1975 - Rafael Mea Vitali, ex calciatore venezuelano
- 1975 - Park Sung-hee, ex tennista sudcoreana
- 1975 - Raymond S. Persi, regista, animatore e sceneggiatore statunitense
- 1975 - Václav Prospal, ex hockeista su ghiaccio ceco
- 1975 - Konstantin Schneider, lottatore tedesco
- 1975 - Laura Squizzato, giornalista e conduttrice televisiva italiana
- 1975 - Silvia Squizzato, giornalista e conduttrice televisiva italiana
- 1975 - Wish Bone, rapper statunitense
- 1976 - Edmilson Alves, ex calciatore brasiliano
- 1976 - Svein Berge, cantante, tastierista e batterista norvegese
- 1976 - Devis Cagnardi, allenatore di pallacanestro italiano
- 1976 - Kelly Carlson, attrice e ex modella statunitense
- 1976 - Đuro Ostojić, ex cestista montenegrino
- 1976 - Guido Pagliuca, allenatore di calcio e ex calciatore italiano
- 1976 - José Antonio Redolat, ex mezzofondista spagnolo
- 1976 - Peter Robertson, triatleta australiano
- 1976 - Almira Skripchenko, scacchista e giocatrice di poker moldava
- 1977 - Erin Cardillo, attrice e sceneggiatrice statunitense
- 1977 - Siniša Dobrasinović, allenatore di calcio e ex calciatore montenegrino
- 1977 - Javier Dorado, calciatore spagnolo († 2025)
- 1977 - Fabio Mascheroni, ex mezzofondista italiano
- 1977 - Leire Olaberria, ex pistard e ciclista su strada spagnola
- 1977 - Brandy Reed, ex cestista statunitense
- 1977 - Martín Rivas, ex calciatore uruguaiano
- 1978 - Laura Agea, politica italiana
- 1978 - Abdelilah Bagui, ex calciatore marocchino
- 1978 - Amir Hadad, ex tennista israeliano
- 1978 - Ashton Holmes, attore statunitense
- 1978 - Rory Kinnear, attore britannico
- 1978 - Anders Nordberg, orientista norvegese
- 1978 - Maurizio Peccarisi, ex calciatore italiano
- 1978 - Kekko Silvestre, cantautore e produttore discografico italiano
- 1979 - Dee, ex attrice pornografica statunitense
- 1979 - Cara Black, ex tennista zimbabwese
- 1979 - Maurizio Bobbato, ex mezzofondista italiano
- 1979 - Eva Gardner, bassista statunitense
- 1979 - Hizaki, chitarrista e musicista giapponese
- 1979 - Jackson Hurst, attore statunitense
- 1979 - Juan de Dios Ibarra, ex calciatore messicano
- 1979 - Jakkaphong Jakrajutatip, imprenditrice tailandese
- 1979 - Pia Käyhkö, ex sciatrice alpina e sciatrice freestyle finlandese
- 1979 - Bear McCreary, compositore e musicista statunitense
- 1979 - Paolo Povia, allenatore di pallacanestro italiano
- 1979 - Conrad Ricamora, attore e cantante statunitense
- 1979 - Federico Ruffo, giornalista e scrittore italiano
- 1979 - Aleksey Stukas, calciatore azero († 2002)
- 1979 - Josh Willingham, giocatore di baseball statunitense
- 1979 - Xu Yunlong, ex calciatore cinese
- 1979 - Songül Öden, attrice turca
- 1980 - Linor Abargil, modella e attivista israeliana
- 1980 - Zachary Bennett, attore canadese
- 1980 - Lucas Borges, ex rugbista a 15 argentino
- 1980 - Marcelo Bustamante, ex calciatore argentino
- 1980 - Salvatore D'Alterio, allenatore di calcio e ex calciatore italiano
- 1980 - Stefano Dacastello, lunghista e velocista italiano
- 1980 - Eva Dyrberg, ex tennista danese
- 1980 - Aya Endō, doppiatrice giapponese
- 1980 - Darren Fenn, ex cestista statunitense
- 1980 - Al Harrington, ex cestista statunitense
- 1980 - Juan Jesús Gutiérrez Robles, ex calciatore spagnolo
- 1980 - Serhij Kukšyn, pentatleta ucraino
- 1980 - Wolfgang Mair, ex calciatore austriaco
- 1980 - Jason Ritter, attore statunitense
- 1980 - Tomáš Rolinek, hockeista su ghiaccio ceco
- 1980 - Klemi Saban, ex calciatore israeliano
- 1980 - Alex von Schwedler, ex calciatore cileno
- 1981 - Tiberiu Bălan, ex calciatore rumeno
- 1981 - Davide Banzato, presbitero, scrittore e conduttore televisivo italiano
- 1981 - Gregor Bermbach, bobbista tedesco
- 1981 - Federico Bobba, ex hockeista su ghiaccio italiano
- 1981 - Deila Boni, dirigente sportiva e ex calciatrice italiana
- 1981 - Kenny Brown, ex cestista statunitense
- 1981 - Mark Demetz, ex hockeista su ghiaccio italiano
- 1981 - T.J. Duckett, ex giocatore di football americano statunitense
- 1981 - Bernhard Eisel, dirigente sportivo e ex ciclista su strada austriaco
- 1981 - Hugo Évora, ex calciatore capoverdiano
- 1981 - Jonathan Gilad, pianista francese
- 1981 - Joseph Gordon-Levitt, attore e regista statunitense
- 1981 - Diego Guidi, ex calciatore argentino
- 1981 - John Hassall, bassista britannico
- 1981 - Paris Hilton, personaggio televisivo, socialite e imprenditrice statunitense
- 1981 - Matías Ibarra, ex cestista argentino
- 1981 - Pontus Segerström, calciatore svedese († 2014)
- 1981 - Baiba Skride, violinista lettone
- 1981 - Stefanie Stemmer, ex sciatrice alpina tedesca
- 1981 - Gennaro Volpe, allenatore di calcio e ex calciatore italiano
- 1981 - Paul Wasicka, giocatore di poker statunitense
- 1982 - Adriano Leite Ribeiro, ex calciatore brasiliano
- 1982 - Vanessa Atler, ex ginnasta statunitense
- 1982 - Thimothée Atouba, ex calciatore camerunese
- 1982 - Sophie Charlier, ex cestista belga
- 1982 - Brooke D'Orsay, attrice e doppiatrice canadese
- 1982 - Elric Delord, allenatore di pallacanestro francese
- 1982 - Franciel Hengemühle, ex calciatore brasiliano
- 1982 - Tomáš Hrdlička, ex calciatore ceco
- 1982 - Eunice Jepkorir, siepista e mezzofondista keniota
- 1982 - Nicolás Medina, ex calciatore argentino
- 1982 - Daniel Merriweather, cantautore australiano
- 1982 - Janvier Ndikumana, ex calciatore burundese
- 1982 - David Packouz, statunitense
- 1982 - Marco Passera, allenatore di pallacanestro e ex cestista italiano
- 1982 - Guy Shepherdson, rugbista a 15 australiano
- 1982 - Irena Więckowska, schermitrice polacca
- 1983 - Outasight, cantautore, rapper e produttore discografico statunitense
- 1983 - Abbey Brooks, ex attrice pornografica statunitense
- 1983 - Bruno Amaro, ex calciatore portoghese
- 1983 - Gérald Cid, ex calciatore francese
- 1983 - Toni Dijan, ex cestista e allenatore di pallacanestro croato
- 1983 - Émilie Fer, canoista francese
- 1983 - Nora Fingscheidt, regista e sceneggiatrice tedesca
- 1983 - David Frič, allenatore di calcio a 5 e ex giocatore di calcio a 5 ceco
- 1983 - Mohammad Massad, ex calciatore saudita
- 1983 - Fëdor Nemirovič, schermidore bielorusso
- 1983 - Chelsea Newton, ex cestista e allenatrice di pallacanestro statunitense
- 1983 - Kevin Rudolf, cantautore e produttore discografico statunitense
- 1983 - Alain Schultz, ex calciatore svizzero
- 1984 - Támara Echegoyen, velista spagnola
- 1984 - Jennifer Fleischer, ex cestista statunitense
- 1984 - Marcin Gortat, ex cestista e allenatore di pallacanestro polacco
- 1984 - Ásgeir Örn Hallgrímsson, ex pallamanista islandese
- 1984 - Jones Joubert, calciatore seychellese
- 1984 - Kenta Kamakari, attore e cantante giapponese
- 1984 - Abdullahi Kuso, ex cestista nigeriano
- 1984 - Iacopo La Rocca, ex calciatore italiano
- 1984 - Kurt Looby, ex cestista antiguo-barbudano
- 1984 - Julija Merkulova, pallavolista russa
- 1984 - Walter Proch, ex ciclista su strada italiano
- 1984 - Jimmy Jacobs, wrestler statunitense
- 1985 - Pape-Philippe Amagou, ex cestista francese
- 1985 - Marcos Benítez, giocatore di calcio a 5 paraguaiano
- 1985 - Mario Bolatti, ex calciatore argentino
- 1985 - Sergio Carrasco, ex ciclista su strada spagnolo
- 1985 - Anne Curtis, attrice, conduttrice televisiva e cantante filippina
- 1985 - Enrica Guidi, attrice italiana
- 1985 - Idong Ibok, ex cestista nigeriano
- 1985 - Anders Jacobsen, ex saltatore con gli sci norvegese
- 1985 - Anthony Laffor, ex calciatore liberiano
- 1985 - Iulian Mamele, ex calciatore rumeno
- 1985 - Amy Rodriguez, allenatrice di calcio e ex calciatrice statunitense
- 1985 - Jackson Stewart, regista e sceneggiatore statunitense
- 1985 - Ion Vélez, ex calciatore spagnolo
- 1986 - Metodi Ananiev, pallavolista bulgaro
- 1986 - Chiara Boggiatto, ex nuotatrice italiana
- 1986 - Martina Carletti, attrice italiana
- 1986 - Grigorij Dobrygin, attore russo
- 1986 - Delio Fernández, ex ciclista su strada spagnolo
- 1986 - Jaqueline de Paula Silvestre, cestista brasiliana
- 1986 - Brett Kern, giocatore di football americano statunitense
- 1986 - Ohad Levita, calciatore israeliano
- 1986 - Joey O'Brien, allenatore di calcio e ex calciatore irlandese
- 1986 - Steven Old, ex calciatore neozelandese
- 1986 - Nathan Roberts, pallavolista australiano
- 1986 - Ricardo Rodríguez, wrestler statunitense
- 1986 - Marko Stanković, ex calciatore austriaco
- 1986 - Mosese Tavutunawailala, rugbista a 15 figiano
- 1986 - Josephine Terlecki, pesista tedesca
- 1986 - Jon Weeks, giocatore di football americano statunitense
- 1987 - Eliran Atar, calciatore israeliano
- 1987 - Thomas Ayasse, ex calciatore francese
- 1987 - Fin Bartels, calciatore tedesco
- 1987 - Brodie Dupont, allenatore di hockey su ghiaccio e ex hockeista su ghiaccio canadese
- 1987 - Alex Frost, attore statunitense
- 1987 - Christoffer Haagh, giocatore di calcio a 5 e calciatore danese
- 1987 - Slobodan Janjić, giocatore di calcio a 5 serbo
- 1987 - Sam Jenkins, ex calciatore neozelandese
- 1987 - Joe Jensen, ex hockeista su ghiaccio statunitense
- 1987 - Maria Kamiyama, modella giapponese
- 1987 - Klint Kubiak, allenatore di football americano statunitense
- 1987 - Ramon Miller, velocista bahamense
- 1987 - Kamoliddin Murzoyev, ex calciatore uzbeko
- 1987 - Therese Neergaard, ex sciatrice alpina norvegese
- 1987 - Eleutherios Sakellariou, ex calciatore greco
- 1987 - Miral Samardžič, calciatore sloveno
- 1987 - Tim Swinson, rugbista a 15 britannico
- 1987 - Arisa Takada, pallavolista giapponese
- 1987 - Ante Tomić, cestista croato
- 1987 - Faton Toski, ex calciatore kosovaro
- 1987 - Tiquan Underwood, giocatore di football americano statunitense
- 1987 - Isis Valverde, attrice brasiliana
- 1987 - Tando Velaphi, ex calciatore australiano
- 1988 - Emanuela Carradore, calciatrice italiana
- 1988 - Michael Frolík, hockeista su ghiaccio ceco
- 1988 - Daniel Georgievski, ex calciatore macedone
- 1988 - Arin Ilejay, batterista statunitense
- 1988 - Brian Jack, politico statunitense
- 1988 - Natascha Kampusch, scrittrice austriaca
- 1988 - Case Keenum, giocatore di football americano statunitense
- 1988 - Jake LaTurner, politico statunitense
- 1988 - Maximiliano Laso, calciatore argentino
- 1988 - Vasyl' Lomačenko, ex pugile ucraino
- 1988 - Dmıtrıı Nepogodov, calciatore ucraino
- 1988 - Francesca Soro, calciatrice italiana
- 1988 - Daniils Turkovs, ex calciatore lettone
- 1989 - Rebecca Adlington, ex nuotatrice britannica
- 1989 - Paolino Ambrosino, giocatore di baseball italiano
- 1989 - Azat Bajryev, calciatore turkmeno
- 1989 - Bruno Bianchi, calciatore argentino
- 1989 - Danju, rapper tedesco
- 1989 - Christofer Eriksson, biatleta svedese
- 1989 - David Maneiro, ex calciatore andorrano
- 1989 - Stacey McClean, attrice britannica
- 1989 - Miguel Molina, pilota automobilistico spagnolo
- 1989 - Chord Overstreet, attore, cantante e musicista statunitense
- 1989 - Dilshod Rahmatullaev, calciatore uzbeko
- 1989 - Jeremy Stewart, giocatore di football americano statunitense
- 1989 - Bernardo Tengarrinha, calciatore portoghese († 2021)
- 1989 - Wang Gang, calciatore cinese
- 1990 - Eleonora Binazzi, calciatrice italiana
- 1990 - DeAngelo Casto, ex cestista statunitense
- 1990 - Fabiano da Silva Souza, calciatore brasiliano
- 1990 - Stephan Feck, tuffatore tedesco
- 1990 - Attila Fiola, calciatore ungherese
- 1990 - Davide Orrico, ex ciclista su strada italiano
- 1990 - David Rugamas, calciatore salvadoregno
- 1990 - Simon Schmitz, ex cestista tedesco
- 1990 - Leidy Solís, sollevatrice colombiana
- 1990 - Rúben Rafael Sousa Ferreira, calciatore portoghese
- 1990 - Marianne St-Gelais, pattinatrice di short track canadese
- 1990 - Barbara Szabó, altista ungherese
- 1990 - Edin Višća, calciatore bosniaco
- 1990 - Yutaka Yoshida, calciatore giapponese
- 1991 - Marco D'Alessandro, calciatore italiano
- 1991 - Burak Deniz, attore e modello turco
- 1991 - Tristan Dingomé, calciatore francese
- 1991 - Taylor Gabriel, ex giocatore di football americano statunitense
- 1991 - Regina George, velocista statunitense
- 1991 - Raymix, cantante e compositore messicano
- 1991 - Sjoerd Hoogendoorn, pallavolista olandese
- 1991 - Jonny Mosquera, calciatore colombiano
- 1991 - Riccardo Pinelli, pallavolista italiano
- 1991 - Phil Pressey, ex cestista e allenatore di pallacanestro statunitense
- 1991 - Morane Sandraz, ex sciatrice alpina francese
- 1991 - Ed Sheeran, cantautore e chitarrista britannico
- 1991 - Marvin Sordell, calciatore inglese
- 1991 - Jeremy Allen White, attore statunitense
- 1991 - Bonnie Wright, attrice, modella e regista britannica
- 1992 - Obaida Al-Samarneh, calciatore giordano
- 1992 - Francesco Ardizzone, calciatore italiano
- 1992 - Liam Bertazzo, ex pistard e ciclista su strada italiano
- 1992 - Jacopo Bonanni, doppiatore italiano
- 1992 - Nenê Bonilha, calciatore brasiliano
- 1992 - Victor Braga, calciatore brasiliano
- 1992 - Bryan Colón, cestista dominicano
- 1992 - Glenn Cosey, cestista statunitense
- 1992 - Fahrudin Ǵurǵeviḱ, calciatore macedone
- 1992 - Louise Espersen, cantante danese
- 1992 - Carlos Roberto Fernández Martínez, calciatore honduregno
- 1992 - Andrei Girotto, calciatore brasiliano
- 1992 - Monika Grigalauskytė, cestista lituana
- 1992 - Marika Hackman, cantautrice e polistrumentista britannica
- 1992 - Motaz Hawsawi, calciatore saudita
- 1992 - Nicholas Kipchirchir, mezzofondista keniota
- 1992 - Igor' Kireev, calciatore russo
- 1992 - Zane Knowles, cestista bahamense
- 1992 - Molly Kreklow, ex pallavolista e allenatrice di pallavolo statunitense
- 1992 - Jake Kumerow, giocatore di football americano statunitense
- 1992 - Wander Luiz, calciatore brasiliano
- 1992 - Meaghan Martin, attrice, cantante e doppiatrice statunitense
- 1992 - Leroy Mathiot, calciatore seychellese
- 1992 - Matías Orihuela, calciatore argentino
- 1992 - A.J. Pacher, cestista statunitense
- 1992 - Denis Prychynenko, calciatore tedesco
- 1992 - Nicat Qurbanov, ex calciatore azero
- 1992 - Edu Ramos, calciatore spagnolo
- 1992 - Stephanie Salas, pallavolista portoricana
- 1993 - Marta Bach, pallanuotista spagnola
- 1993 - Bienvenu Eva Nga, calciatore camerunese
- 1993 - Nick Boyle, giocatore di football americano statunitense
- 1993 - Mike Caffey, cestista statunitense
- 1993 - Elhaida Dani, cantante albanese
- 1993 - Oliver Hüsing, ex calciatore tedesco
- 1993 - Abdullah Jaber, calciatore palestinese
- 1993 - Emil Jonassen, ex calciatore norvegese
- 1993 - Jamal Jones, cestista statunitense
- 1993 - Nicola Leali, calciatore italiano
- 1993 - Devin Logan, ex sciatrice freestyle statunitense
- 1993 - Marc Márquez, pilota motociclistico spagnolo
- 1993 - Harrison Mojica, calciatore colombiano
- 1993 - Sam Oldham, ginnasta britannico
- 1993 - Aaron Pierre, calciatore grenadino
- 1993 - Matej Rojc, cestista sloveno
- 1993 - Giancarla Trevisan, velocista italiana
- 1993 - Jannes Vansteenkiste, calciatore belga
- 1993 - Philip Wiegratz, attore tedesco
- 1994 - Meirambek Ainagulov, lottatore kazako
- 1994 - Daigo Araki, calciatore giapponese
- 1994 - Mohamed Bentahar, calciatore francese
- 1994 - Virginia Berasi, ex pallavolista italiana
- 1994 - Andreas Bruhn, ex calciatore danese
- 1994 - Cédric Brunner, calciatore svizzero
- 1994 - Diego Caballo, calciatore spagnolo
- 1994 - Kyle Ebecilio, calciatore olandese
- 1994 - Eri Hozumi, tennista giapponese
- 1994 - Jarosław Jach, calciatore polacco
- 1994 - Neilton, calciatore brasiliano
- 1994 - Darien Nelson-Henry, cestista statunitense
- 1994 - Nikola Žižić, cestista montenegrino
- 1994 - Willyan da Silva Barbosa, calciatore brasiliano
- 1995 - Eleonora Bonafini, hockeista su ghiaccio italiana
- 1995 - Piotr Brożyna, ciclista su strada polacco
- 1995 - Matt Campbell, pilota automobilistico australiano
- 1995 - Eva Cela, attrice italiana
- 1995 - Omer Danino, ex calciatore israeliano
- 1995 - Troy Fumagalli, giocatore di football americano statunitense
- 1995 - León Helm, giocatore di football americano tedesco
- 1995 - Madison Keys, tennista statunitense
- 1995 - Romain Mahieu, ciclista di BMX francese
- 1995 - Sony Michel, ex giocatore di football americano statunitense
- 1995 - Gonçalo Oliveira, tennista portoghese
- 1995 - Marvin da Graça, calciatore lussemburghese
- 1995 - Veljko Simić, calciatore serbo
- 1995 - Stéphane Sparagna, calciatore francese
- 1995 - Andre Spight, cestista statunitense
- 1996 - Diber Cambindo, calciatore colombiano
- 1996 - Álex Díez, calciatore spagnolo
- 1996 - Erika Fasana, ex ginnasta italiana
- 1996 - Devron García, calciatore honduregno
- 1996 - Renato Kayzer, calciatore brasiliano
- 1996 - Sasha Pieterse, attrice e cantante sudafricana
- 1996 - Maria Irene Ricci, pallavolista italiana
- 1996 - Elisa Zanette, pallavolista italiana
- 1996 - Luka Zarandia, calciatore georgiano
- 1996 - Dario Zucca, cestista italiano
- 1997 - Igor Arhirii, calciatore moldavo
- 1997 - Yūya Asano, calciatore giapponese
- 1997 - Eric Ayuk, calciatore camerunese
- 1997 - Jordie Barrett, rugbista a 15 neozelandese
- 1997 - Gaetano Castrovilli, calciatore italiano
- 1997 - Prince Dube, calciatore zimbabwese
- 1997 - Rashad Fenton, giocatore di football americano statunitense
- 1997 - Sergi García, cestista spagnolo
- 1997 - Erik Gliha, calciatore sloveno
- 1997 - Anissa Lahmari, calciatrice francese
- 1997 - Simon Martirosyan, sollevatore armeno
- 1997 - Delfín Panique, calciatore boliviano
- 1997 - Maksym Prjadun, calciatore ucraino
- 1997 - Kristian Riis, ex calciatore danese
- 1997 - Jacopo Segre, calciatore italiano
- 1997 - Aline Seitz, pistard, ciclista su strada e mountain biker svizzera
- 1997 - Flaminia Simonetti, calciatrice italiana
- 1997 - Joanna Szwab, saltatrice con gli sci polacca
- 1997 - Keziah Veendorp, calciatore olandese
- 1997 - Dennis van der Heijden, calciatore olandese
- 1997 - Zeki Çelik, calciatore turco
- 1998 - Eric Barrios, calciatore argentino
- 1998 - Lukas Britschgi, pattinatore artistico su ghiaccio svizzero
- 1998 - Kayla Cromer, attrice statunitense
- 1998 - Antoine Debons, ciclista su strada svizzero
- 1998 - Jhonathan Dunn, cestista statunitense
- 1998 - Kyle Edwards, calciatore inglese
- 1998 - Gianlucca Fatecha, calciatore paraguaiano
- 1998 - Brian Fobbs, cestista statunitense
- 1998 - Enzo Giménez, calciatore paraguaiano
- 1998 - Dennis Johnsen, calciatore norvegese
- 1998 - Mohamed Katir, mezzofondista spagnolo
- 1998 - Oleh Kožuško, calciatore ucraino
- 1998 - Morgenštern, rapper e youtuber russo
- 1998 - Dušan Novaković, giocatore di football americano serbo
- 1998 - Amira Ould Braham, calciatrice algerina
- 1998 - Alan Robledo, calciatore argentino
- 1998 - Hannes Soomer, pilota motociclistico estone
- 1998 - Virginia Stablum, modella italiana
- 1998 - Fotyen Tesfay, mezzofondista etiope
- 1998 - Zach VanValkenburg, giocatore di football americano statunitense
- 1998 - Devin White, giocatore di football americano statunitense
- 1999 - Alexander Ammitzbøll, calciatore danese
- 1999 - Juni Arnekleiv, biatleta norvegese
- 1999 - Brancou Badio, cestista senegalese
- 1999 - Elisa Caffont, snowboarder italiana
- 1999 - Wyatt Davis, giocatore di football americano statunitense
- 1999 - Vicente Felipe Fernández Godoy, calciatore cileno
- 1999 - Denys Popov, calciatore ucraino
- 1999 - Aamir Simms, cestista statunitense
- 1999 - Hunter Woodhall, atleta paralimpico statunitense
- 1999 - Alex de Minaur, tennista australiano
- 1999 - Kristjan Čeh, discobolo sloveno
- 1999 - Hleb Šaŭčėnka, calciatore bielorusso
- 2000 - Aidan Alexander, attore e musicista statunitense
- 2000 - Omar Dieng, cestista italiano
- 2000 - Qadir Ismail, giocatore di football americano statunitense
- 2000 - Paola Santiago, pallavolista portoricana
- 2000 - Leandro Spadacio, calciatore brasiliano
- 2000 - Julija Starodubceva, tennista ucraina
- 2000 - Paulo Moreira, calciatore portoghese
- 2000 - Dru Yearwood, calciatore inglese

## XXI secolo(43)
- 2001 - Agustín Acosta, calciatore uruguaiano
- 2001 - Matías Bazzi, calciatore argentino
- 2001 - Giovanni Bresadola, saltatore con gli sci italiano
- 2001 - Skylar Fields, pallavolista statunitense
- 2001 - Sari Kees, calciatrice belga
- 2001 - Samantha Macuga, saltatrice con gli sci statunitense
- 2001 - Calem Nieuwenhof, calciatore australiano
- 2001 - Guilherme Pato, calciatore brasiliano
- 2001 - Léonie Pointet, velocista svizzera
- 2001 - Aleksandr Siljanov, calciatore russo
- 2001 - Niklas Tauer, calciatore tedesco
- 2002 - Ali Abdilmana, mezzofondista etiope
- 2002 - Andrija Katić, calciatore serbo
- 2002 - Izarne Sarasola, calciatrice spagnola
- 2002 - Kelly Sildaru, sciatrice freestyle estone
- 2002 - Szabolcs Szalay, calciatore ungherese
- 2003 - Mohamed Amine Essahel, calciatore marocchino
- 2003 - Will Fish, calciatore inglese
- 2003 - Jente Michels, ciclocrossista e ciclista su strada belga
- 2003 - Step'an Mkrtčyan, calciatore armeno
- 2003 - Styopa Mkrtchyan, calciatore armeno
- 2003 - Armindo Sieb, calciatore tedesco
- 2003 - Martin Svrček, ciclista su strada slovacco
- 2003 - Zhang Chutong, pattinatrice di short track cinese
- 2004 - Marwan Al-Sahafi, calciatore saudita
- 2004 - Amari Bailey, cestista statunitense
- 2004 - Zach Booth, calciatore statunitense
- 2004 - Ibrahim Kasule, calciatore ugandese
- 2004 - Hampton Morris, sollevatore statunitense
- 2004 - Asadbek Rahimjonov, calciatore uzbeko
- 2004 - Alisa Tiščenko, ginnasta russa
- 2004 - Siem de Moes, calciatore olandese
- 2005 - Jeanuël Belocian, calciatore francese
- 2005 - Pau Cabanes, calciatore spagnolo
- 2005 - Mahamadou Diawara, calciatore francese
- 2005 - Santiago Hidalgo, calciatore argentino
- 2005 - Anastasija Ljaško, pallavolista russa
- 2005 - Asen Mitkov, calciatore bulgaro
- 2006 - Tyler Dibling, calciatore inglese
- 2006 - Zoe Poulis, nuotatrice artistica australiana
- 2006 - Ihojan Pérez, calciatore uruguaiano
- 2007 - Tara Dragas, ginnasta italiana
- 2008 - Lilli Tagger, tennista austriaca